# Staatsverschuldung Deutschlands
Die Staatsverschuldung Deutschlands besteht aus den zusammengefassten Schulden von Bund, Ländern, Gemeinden, Gemeindeverbänden, gesetzlicher Sozialversicherung und Sondervermögen des Bundes bei in- und ausländischen Kreditgebern.
Veröffentlicht werden die „Schulden beim nicht öffentlichen Bereich gemäß Finanzstatistik“ im Rahmen der Schuldenstatistik vom Statistischen Bundesamt und der Maastricht-Schuldenstand, der auf Basis des Europäischen System Volkswirtschaftlicher Gesamtrechnungen von der Deutschen Bundesbank ermittelt wird. Zusätzlich werden unter anderem sogenannte Zuweisungs- oder Reroutinggeschäfte für die Europäische Finanzstabilisierungsfazilität und die Kreditanstalt für Wiederaufbau als langfristige Kredite beinhaltet.
Entsprechend der Deutschen Bundesbank betrug die Staatsverschuldung Deutschlands im Jahr 2021 etwa 2500 Milliarden Euro und damit 70 % des Bruttoinlandsprodukts von etwa 3600 Milliarden Euro für 2021. Das Statistische Bundesamt berichtet für das Jahr 2021 eine Staatsverschuldung der Bundesrepublik Deutschland von 2300 Milliarden Euro für Bund und Länder mit Überleitung der erforderlichen Werte zum Schuldenstand der Deutschen Bundesbank.

## Überblick
Die Höhe der Staatsverschuldung hängt davon ab, welche Schuldenarten sowie welche öffentlichen Einheiten in die Betrachtung einbezogen werden. Für die Rechnungslegung der öffentlichen Haushalte werden zwei verschiedene Rechenwerke verwendet: die Finanzstatistik und die Volkswirtschaftlichen Gesamtrechnungen. Diese Rechenwerke unterscheiden sich vor allem hinsichtlich der Periodisierung und Abgrenzung der Einnahmen und Ausgaben des öffentlichen Sektors:
| Staat nach Volkswirtschaftlichen Gesamtrechnungen | öffentlicher Gesamthaushalt nach Finanzstatistik |
| --- | --- |
| Bund, Länder, Gemeinden, Gemeindeverbände, Zweckverbände, Sondervermögen, Sozialversicherung                                                                         | Bund, Länder, Gemeinden, Gemeindeverbände, Zweckverbände, Sondervermögen, Sozialversicherung                                                                     |
| Periodisierung nach Entstehungszeitpunkt z. B. Lohnsteueraufkommen Januar wird zurückgebucht auf Dezember Bauinvestitionen werden nach Baufortschritt berücksichtigt | Periodisierung nach Kassenwirksamkeit z. B. Lohnsteueraufkommen Januar bleibt dem Januar zugeschlagen Bauinvestitionen werden im Jahr der Zahlung berücksichtigt |
| Einnahmen aus Verkauf von Beteiligungen bleiben unberücksichtigt | Einnahmen aus Verkauf von Beteiligungen werden kassenwirksam |

Staatsschulden können nach folgenden Kriterien unterschieden werden:
- nach den Gläubigern: inländische Gläubiger, ausländische Gläubiger
- nach den Schuldnern: Bund, Land, Gemeinde, Gemeindeverband, Sozialversicherung, Extrahaushalt
- nach Art der Schulden: Kreditmarktschulden, Kassenkredite, u. a.
- nach volkswirtschaftlicher Abgrenzung (erfasst  Einnahmen und Ausgaben nach dem Entstehen der Forderungen und Verbindlichkeiten und ist (weitgehend) methodische Grundlage für die Ermittlung der Haushaltsdefizite und der öffentlichen Schulden nach dem Vertrag von Maastricht und dem Europäischen Stabilitäts- und Wachstumspakt)
- nach Abgrenzung der Finanzstatistik (erfasst Einnahmen und Ausgaben einschließlich der Sondervermögen und Sozialversicherung nach ihrer Kassenwirksamkeit und ist relevant für die Schuldenbegrenzung nach Artikel 115 Grundgesetz sowie für die entsprechenden Bestimmungen in den Verfassungen der Länder)
- nach Maastricht-Kriterien

## Staatsverschuldung in Deutschland
Deutschland (Gesamtverschuldung Ende 2022 in Maastricht-Abgrenzung: 2,56 Bill. Euro) ist zu rund 59 % bei inländischen Gläubigern (Ende 2022 in Maastricht-Abgrenzung: 1,52 Bill. Euro) verschuldet, die übrigen rund 41 % sind Auslandsschulden (Ende 2022 in Maastricht-Abgrenzung: 1,04 Bill. Euro). Die inländischen Gläubiger sind zu circa 49 % die Deutsche Bundesbank (Ende 2022 in Maastricht-Abgrenzung: 0,74 Bill. Euro) und zu circa 51 % inländische Kreditinstitute sowie Nichtbanken (Versicherungen, Unternehmen, Privatpersonen).
Ende des Jahres 2023 war der Öffentliche Gesamthaushalt (Bund, Länder und Gemeinden einschließlich aller Extrahaushalte) mit 2.445,1 Milliarden Euro verschuldet. Das entspricht einer Pro-Kopf-Verschuldung von 28.943 Euro, 778 Euro mehr als im Vorjahr. Für 2023 waren im Bundeshaushalt 37,6 Milliarden Euro für Zinszahlungen eingeplant.
2024 sind die Ausgaben der Gemeinden auf das höchste kommunale Defizit seit der Wiedervereinigung angestiegen, was u. a. auf die Sozialausgaben zurückzuführen ist. So wiesen alle Gemeinden und Gemeindeverbände (ohne Stadtstaaten) einen Fehlbetrag von 24,8 Milliarden Euro im Jahr 2024 auf. Vornehmlich waren Anpassungen der Regelsätze bei der Sozialhilfe und beim Bürgergeld sowie Personalausgaben ausschlaggebend.

## Volkswirtschaftliche Bedeutung der Staatsverschuldung
Der Sachverständigenrat zur Begutachtung der gesamtwirtschaftlichen Entwicklung geht davon aus, dass steigende und hohe Schuldenstandsquoten – unabhängig davon, wie sie entstanden sind – langfristig mit Wachstumsverlusten verbunden sind. Zudem belasten sie zukünftige Generationen über die zur Finanzierung des Schuldendienstes erforderlichen höheren Steuern.
Eine dauerhafte Staatsverschuldung könne aber im Zusammenhang mit öffentlichen Investitionen gerechtfertigt sein, die das Vermögen kommender Generationen erhöhen oder künftige Erträge hinterlassen und diese somit „reicher“ machen. Die intergenerative Umverteilungswirkung der Staatsschuld sei hier ein gewünschtes Ergebnis, um auch die künftigen Nutznießer der heutigen Ausgaben an den Finanzierungslasten zu beteiligen.

## Kennziffern der Staatsverschuldung

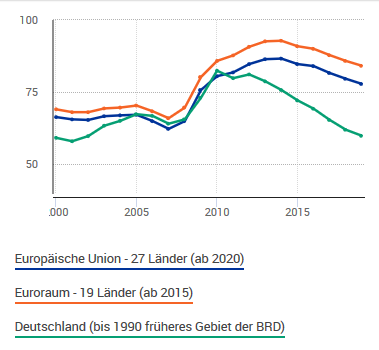
Staatsverschuldung 2000 – 2019 in % des BIP für die EU und Deutschland

Das Verhältnis des Schuldenstands zum nominalen Bruttoinlandsprodukt (Staatsschuldenquote) und das Finanzierungsdefizit (Nettokreditaufnahme) bezogen auf das nominale Bruttoinlandsprodukt sind wichtige Verschuldungskennziffern, die herangezogen werden, um das Vorliegen einer Haushaltskrise oder Notlage festzustellen.
- Kreditaufnahmequote
- Primärsaldo
- Zins-Steuer-Quote
- Zins-Ausgaben-Quote
- Defizitquote
- Zinsdeckungsgrad (Zinslastquote)

## Entwicklung der Staatsverschuldung
Entsprechend dem zunehmenden Schuldenstand waren die Zinslasten über Jahrzehnte gewachsen. Die Zinslastquote (Zinsausgaben in % der staatlichen Gesamtausgaben) lag für den Bund im Jahr 2001 bei 16,2 %; in einigen Bundesländern noch deutlich darüber. Gemessen am Bruttoinlandsprodukt liegt die Zinslastquote etwa bei 3 %. Die deutliche Senkung des Leitzinses in der Eurozone auf ein historisch niedriges Niveau von 0,0 % sowie die große Nachfrage nach den als sichere Anlage geltenden Bundesanleihen senkte in den Jahren vor 2022 die Zinsen von Neuemissionen deutlich, weshalb auch die Zinslast insgesamt rückläufig war. Für Neuemissionen von Staatsanleihen ein- und zweijähriger Laufzeit konnte Deutschland zeitweise negative Zinsen verlangen. Am 8. September 2022 beschloss die Europäische Zentralbank die mit 0,75 Prozent stärkste Zinserhöhung seit Einführung des Euro-Bargelds im Jahr 2002. Die Verzinsung von zehnjährigen Bundesanleihen stieg danach mit 2,42 Prozent auf das höchste Niveau seit dem Jahr 2011. Mittelfristig wurden daher deutlich höhere Belastungen des deutschen Staatshaushalts durch Kreditzinszahlungen erwartet.
Erstmals im Jahr 2013 sank der Schuldenstand in Deutschland, bei einer rückläufigen deutschen Staatsschuldenquote von 81,0 % auf 78,4 % des Bruttoinlandsprodukts.
Die Schulden der öffentlichen Haushalte von Bund, Ländern und Gemeinden zusammen (ab 2010 inkl. aller Extrahaushalte und Schulden der deutschen Sozialversicherung), haben sich seit 1950 wie folgt entwickelt:
| Schulden des öffentlichen Gesamthaushalts von 1950 bis 2022 | Schulden des öffentlichen Gesamthaushalts von 1950 bis 2022 | Schulden des öffentlichen Gesamthaushalts von 1950 bis 2022 | Schulden des öffentlichen Gesamthaushalts von 1950 bis 2022 | Schulden des öffentlichen Gesamthaushalts von 1950 bis 2022 |
| ----------------------------------------------------------- | ----------------------------------------------------------- | ----------------------------------------------------------- | ----------------------------------------------------------- | ----------------------------------------------------------- |
| Jahr                                                        |                                                             |                                                             |                                                             | in Millionen Euro                                           |
| 1950                                                        | 1950                                                        |                                                             | 9.574                                                       | 9.574                                                       |
| 1951                                                        | 1951                                                        |                                                             | 10.747                                                      | 10.747                                                      |
| 1952                                                        | 1952                                                        |                                                             | 12.276                                                      | 12.276                                                      |
| 1953                                                        | 1953                                                        |                                                             | 14.775                                                      | 14.775                                                      |
| 1954                                                        | 1954                                                        |                                                             | 18.311                                                      | 18.311                                                      |
| 1955                                                        | 1955                                                        |                                                             | 21.357                                                      | 21.357                                                      |
| 1956                                                        | 1956                                                        |                                                             | 22.362                                                      | 22.362                                                      |
| 1957                                                        | 1957                                                        |                                                             | 23.158                                                      | 23.158                                                      |
| 1958                                                        | 1958                                                        |                                                             | 23.991                                                      | 23.991                                                      |
| 1959                                                        | 1959                                                        |                                                             | 25.463                                                      | 25.463                                                      |
| 1960                                                        | 1960                                                        |                                                             | 28.998                                                      | 28.998                                                      |
| 1961                                                        | 1961                                                        |                                                             | 32.215                                                      | 32.215                                                      |
| 1962                                                        | 1962                                                        |                                                             | 33.129                                                      | 33.129                                                      |
| 1963                                                        | 1963                                                        |                                                             | 36.026                                                      | 36.026                                                      |
| 1964                                                        | 1964                                                        |                                                             | 39.797                                                      | 39.797                                                      |
| 1965                                                        | 1965                                                        |                                                             | 44.697                                                      | 44.697                                                      |
| 1966                                                        | 1966                                                        |                                                             | 50.294                                                      | 50.294                                                      |
| 1967                                                        | 1967                                                        |                                                             | 58.018                                                      | 58.018                                                      |
| 1968                                                        | 1968                                                        |                                                             | 62.402                                                      | 62.402                                                      |
| 1969                                                        | 1969                                                        |                                                             | 62.982                                                      | 62.982                                                      |
| 1970                                                        | 1970                                                        |                                                             | 64.210                                                      | 64.210                                                      |
| 1971                                                        | 1971                                                        |                                                             | 71.661                                                      | 71.661                                                      |
| 1972                                                        | 1972                                                        |                                                             | 79.392                                                      | 79.392                                                      |
| 1973                                                        | 1973                                                        |                                                             | 86.421                                                      | 86.421                                                      |
| 1974                                                        | 1974                                                        |                                                             | 97.368                                                      | 97.368                                                      |
| 1975                                                        | 1975                                                        |                                                             | 130.008                                                     | 130.008                                                     |
| 1976                                                        | 1976                                                        |                                                             | 150.904                                                     | 150.904                                                     |
| 1977                                                        | 1977                                                        |                                                             | 167.119                                                     | 167.119                                                     |
| 1978                                                        | 1978                                                        |                                                             | 188.579                                                     | 188.579                                                     |
| 1979                                                        | 1979                                                        |                                                             | 210.950                                                     | 210.950                                                     |
| 1980                                                        | 1980                                                        |                                                             | 238.897                                                     | 238.897                                                     |
| 1981                                                        | 1981                                                        |                                                             | 278.221                                                     | 278.221                                                     |
| 1982                                                        | 1982                                                        |                                                             | 313.733                                                     | 313.733                                                     |
| 1983                                                        | 1983                                                        |                                                             | 343.279                                                     | 343.279                                                     |
| 1984                                                        | 1984                                                        |                                                             | 366.682                                                     | 366.682                                                     |
| 1985                                                        | 1985                                                        |                                                             | 388.436                                                     | 388.436                                                     |
| 1986                                                        | 1986                                                        |                                                             | 409.300                                                     | 409.300                                                     |
| 1987                                                        | 1987                                                        |                                                             | 433.788                                                     | 433.788                                                     |
| 1988                                                        | 1988                                                        |                                                             | 461.525                                                     | 461.525                                                     |
| 1989                                                        | 1989                                                        |                                                             | 474.704                                                     | 474.704                                                     |
| 1990                                                        | 1990                                                        |                                                             | 538.334                                                     | 538.334                                                     |
| 1991                                                        | 1991                                                        |                                                             | 599.511                                                     | 599.511                                                     |
| 1992                                                        | 1992                                                        |                                                             | 686.356                                                     | 686.356                                                     |
| 1993                                                        | 1993                                                        |                                                             | 769.898                                                     | 769.898                                                     |
| 1994                                                        | 1994                                                        |                                                             | 848.057                                                     | 848.057                                                     |
| 1995                                                        | 1995                                                        |                                                             | 1.018.767                                                   | 1.018.767                                                   |
| 1996                                                        | 1996                                                        |                                                             | 1.082.970                                                   | 1.082.970                                                   |
| 1997                                                        | 1997                                                        |                                                             | 1.132.442                                                   | 1.132.442                                                   |
| 1998                                                        | 1998                                                        |                                                             | 1.165.414                                                   | 1.165.414                                                   |
| 1999                                                        | 1999                                                        |                                                             | 1.199.582                                                   | 1.199.582                                                   |
| 2000                                                        | 2000                                                        |                                                             | 1.210.918                                                   | 1.210.918                                                   |
| 2001                                                        | 2001                                                        |                                                             | 1.223.503                                                   | 1.223.503                                                   |
| 2002                                                        | 2002                                                        |                                                             | 1.277.271                                                   | 1.277.271                                                   |
| 2003                                                        | 2003                                                        |                                                             | 1.357.723                                                   | 1.357.723                                                   |
| 2004                                                        | 2004                                                        |                                                             | 1.429.749                                                   | 1.429.749                                                   |
| 2005                                                        | 2005                                                        |                                                             | 1.489.853                                                   | 1.489.853                                                   |
| 2006                                                        | 2006                                                        |                                                             | 1.545.364                                                   | 1.545.364                                                   |
| 2007                                                        | 2007                                                        |                                                             | 1.552.371                                                   | 1.552.371                                                   |
| 2008                                                        | 2008                                                        |                                                             | 1.577.881                                                   | 1.577.881                                                   |
| 2009                                                        | 2009                                                        |                                                             | 1.694.368                                                   | 1.694.368                                                   |
| 2010                                                        | 2010                                                        |                                                             | 2.011.677                                                   | 2.011.677                                                   |
| 2011                                                        | 2011                                                        |                                                             | 2.025.438                                                   | 2.025.438                                                   |
| 2012                                                        | 2012                                                        |                                                             | 2.068.289                                                   | 2.068.289                                                   |
| 2013                                                        | 2013                                                        |                                                             | 2.043.344                                                   | 2.043.344                                                   |
| 2014                                                        | 2014                                                        |                                                             | 2.043.918                                                   | 2.043.918                                                   |
| 2015                                                        | 2015                                                        |                                                             | 2.020.704                                                   | 2.020.704                                                   |
| 2016                                                        | 2016                                                        |                                                             | 2.009.310                                                   | 2.009.310                                                   |
| 2017                                                        | 2017                                                        |                                                             | 1.969.104                                                   | 1.969.104                                                   |
| 2018                                                        | 2018                                                        |                                                             | 1.915.767                                                   | 1.915.767                                                   |
| 2019                                                        | 2019                                                        |                                                             | 1.899.061                                                   | 1.899.061                                                   |
| 2020                                                        | 2020                                                        |                                                             | 2.172.850                                                   | 2.172.850                                                   |
| 2021                                                        | 2021                                                        |                                                             | 2.320.961                                                   | 2.320.961                                                   |
| 2022                                                        | 2022                                                        |                                                             | 2.368.026                                                   | 2.368.026                                                   |
| 2023                                                        | 2023                                                        |                                                             | 2.445.132                                                   | 2.445.132                                                   |
| Datenquelle: Statistisches Bundesamt                        |                                                             |                                                             |                                                             |                                                             |

Der Verlauf zeigt, dass das Schuldenwachstum (also die Änderungsrate des Schuldenstandes) zum Teil stark schwankt. So erhöhte es sich nach der Deutschen Wiedervereinigung im Jahre 1990 stark, verringerte sich von 1995 bis 2000. Seit dem Jahr 2001 wuchsen die Schulden jedoch wieder stärker.
| Jahr          | 2000 | 2001 | 2002 | 2003 | 2004 | 2005 | 2006 | 2007 | 2008 | 2009 | 2010 | 2011 | 2012 | 2013 | 2014 | 2015 | 2016 | 2017 | 2018 | 2019 | 2020 | 2021 | 2022 | 2023 |
| ------------- | ---- | ---- | ---- | ---- | ---- | ---- | ---- | ---- | ---- | ---- | ---- | ---- | ---- | ---- | ---- | ---- | ---- | ---- | ---- | ---- | ---- | ---- | ---- | ---- |
| Schuldenquote | 59,2 | 58,1 | 59,8 | 63,3 | 65,0 | 67,1 | 66,4 | 63,7 | 65,2 | 72,3 | 81,0 | 78,5 | 79,8 | 77,4 | 74,5 | 71,2 | 68,3 | 64,0 | 60,8 | 58,7 | 68,0 | 68,1 | 65,0 | 62,9 |

Im Zeitraum von 1979 bis 2010 lag der jährliche Finanzierungssaldo in Relation zum BIP bei −2,7 %. Insofern ist sogar der Anstieg der Jahre 2007 bis 2010 „im normalen Bereich“, bei einem mittleren Finanzierungssaldo von −2,3 % und somit deutlich unter dem langjährigen Mittel. Im Zuge der mit der Finanzkrise ab 2007 einhergehenden Bankenrettung stieg der Schuldenstand (brutto) bis 2009 um knapp 100 Mrd. Euro. Die COVID-19-Pandemie führte 2019 bis 2020 ebenfalls zu einem sprunghaften Anstieg des Schuldenstands um etwa 273 Mrd. Euro.
Der Bundeshaushalt wurde zwischen 1970 und 2014 jeweils mit einer Netto-Neuverschuldung abgeschlossen.

## Verdeckte Staatsverschuldung
Neben der vorliegenden Verschuldung, die sich aus den in aller Regel verbrieften Staatsverbindlichkeiten (Bundesanleihen, -schatzbriefe, Kommunalanleihen, Kommunalkrediten etc.) ergibt, spricht man auch von der impliziten Verschuldung (engl. implicit debt; in der Politik und den Medien auch Schattenverschuldung), die sich aus der Höhe der zukünftigen staatlichen Verpflichtungen, wie z. B. Renten- und Pensionszahlungen, ergibt. Die Berechnung der impliziten Verschuldung wird kontrovers diskutiert, da sie unter anderem von Annahmen über die Höhe der Zahlungsströme (Cash-Flow) der künftigen Zinsstruktur abhängt. Eine Änderung der Sozialversicherungssysteme oder der Bevölkerungsverteilung hätte beispielsweise Auswirkungen auf die zukünftigen Zahlungsströme und damit auf deren Kapitalwert. Aus diesem Grund beziehen sich die veröffentlichten Zahlen auf die explizite Verschuldung. Es gibt Vorschläge, die implizite Verschuldung in eine Generationenbilanz zu integrieren. Verdeckte Staatsverschuldung beschreibt eine Staatsverschuldung, bei der der Schuldner nicht der Staat selbst ist, sondern eine ausgelagerte Einheit. wie z. B. der Fonds Deutsche Einheit. Auch wenn diese Schulden nicht als Schulden des Staates bilanziert werden, sind sie doch wirtschaftlich diesem zuzurechnen. Extrahaushalte mit ihren Forderungen und Schulden zählen zum öffentlichen Gesamthaushalt.

## Verschuldung der Bundesländer

Pro-Kopf-Verschuldung der Bundesländer auf Kreisebene 2019.

Die Pro-Kopf-Verschuldung der Einwohner ist in den drei Stadtstaaten und im Saarland am höchsten. Von den Flächenstaaten ist das Saarland pro Kopf am höchsten verschuldet, die wirtschaftsstarken Südstaaten Bayern und Baden-Württemberg sowie Sachsen haben weniger Schulden.
In der untenstehenden Tabelle ist die Inflation unberücksichtigt. Rechnet man mit einer jährlichen Inflation von etwa 2 Prozent, würden die dort angegebenen Zahlen für 2022 verglichen zu 2010 um einen Wert von mehr als −20 Prozent negativer (= günstiger) ausfallen.
| Bundesland             | 2010   | 2011   | 2012   | 2013   | 2014   | 2015   | 2016   | 2017   | 2018   | 2019   | 2020   | 2021   | 2022   | 2023   |
| ---------------------- | ------ | ------ | ------ | ------ | ------ | ------ | ------ | ------ | ------ | ------ | ------ | ------ | ------ | ------ |
| Baden-Württemberg      | 5.416  | 5.873  | 5.885  | 6.029  | 4.928  | 4.928  | 4.880  | 4.202  | 3.982  | 4.003  | 4.313  | 4.243  | 3.851  | 3.548  |
| Bayern                 | 2.330  | 2.315  | 2.223  | 2.083  | 1.866  | 1.671  | 1.514  | 1.308  | 1.121  | 987    | 1.359  | 1.512  | 1.425  | 1.297  |
| Brandenburg            | 7.890  | 7.979  | 7.994  | 7.658  | 7.431  | 7.356  | 7.262  | 6.740  | 6.432  | 6.615  | 7.368  | 7.505  | 7.198  | 7.604  |
| Hessen                 | 6.090  | 6.512  | 6.719  | 6.673  | 7.267  | 6.968  | 6.923  | 6.581  | 6.463  | 6.449  | 7.296  | 7.013  | 6.289  | 6.425  |
| Mecklenburg-Vorpommern | 6.233  | 6.321  | 6.378  | 6.204  | 6.101  | 5.942  | 5.293  | 4.973  | 4.755  | 4.687  | 5.247  | 5.300  | 5.096  | 4.426  |
| Niedersachsen          | 6.839  | 7.233  | 7.145  | 7.254  | 7.319  | 7.731  | 7.564  | 7.486  | 7.359  | 7.279  | 8.123  | 8.047  | 7.713  | 7.208  |
| Nordrhein-Westfalen    | 9.792  | 10.265 | 11.871 | 10.810 | 10.598 | 10.459 | 10.199 | 9.744  | 9.332  | 9.492  | 9.957  | 10.108 | 9.903  | 9.761  |
| Rheinland-Pfalz        | 7.623  | 7.992  | 8.262  | 8.246  | 8.188  | 8.198  | 8.207  | 7.804  | 7.513  | 7.295  | 7.539  | 6.954  | 6.747  | 6.364  |
| Saarland               | 11.560 | 12.268 | 12.957 | 13.592 | 13.982 | 14.205 | 14.156 | 14.127 | 13.920 | 13.989 | 14.737 | 14.811 | 13.651 | 13.187 |
| Sachsen                | 1.543  | 1.387  | 1.228  | 1.018  | 777    | 566    | 453    | 381    | 346    | 279    | 1.244  | 1.554  | 1.352  | 1.405  |
| Sachsen-Anhalt         | 8.762  | 9.040  | 9.092  | 8.979  | 9.068  | 9.297  | 9.054  | 9.325  | 9.003  | 9.496  | 9.705  | 10.081 | 10.486 | 10.071 |
| Schleswig-Holstein     | 9.732  | 9.970  | 10.067 | 9.840  | 9.897  | 9.736  | 10.262 | 10.121 | 10.686 | 10.609 | 11.002 | 11.391 | 11.188 | 10.737 |
| Thüringen              | 7.340  | 7.566  | 7.482  | 7.394  | 7.304  | 7.263  | 7.065  | 7.372  | 6.827  | 6.822  | 7.363  | 7.740  | 7.386  | 7.180  |
| Berlin                 | 17.490 | 18.619 | 18.213 | 17.799 | 17.347 | 16.831 | 16.486 | 15.744 | 15.008 | 14.773 | 16.307 | 16.897 | 16.564 | 16.602 |
| Bremen                 | 27.372 | 29.051 | 30.155 | 30.615 | 31.299 | 33.037 | 31.756 | 30.987 | 31.928 | 43.921 | 58.035 | 53.834 | 33.264 | 34.012 |
| Hamburg                | 14.119 | 14.560 | 14.273 | 14.393 | 16.148 | 16.307 | 17.415 | 17.885 | 18.734 | 18.279 | 19.181 | 19.106 | 17.731 | 17.095 |

## Staatsschulden und Staatsvermögen
Den Staatsschulden in Deutschland stehen beträchtliche Staatsvermögen gegenüber. Die Staatsvermögen bestehen aus Sachvermögen (Gebäude, Bauland, Infrastruktur etc.) und Geldvermögen. Insgesamt ist das Vermögen größer als die Staatsschulden. Die Differenz bildet das Reinvermögen des Staates. Nach Berechnungen des DIW auf Basis von Daten des Statistischen Bundesamtes und der Deutschen Bundesbank ergibt sich gegen Ende der 2010er Jahre ein Reinvermögen (auch Nettovermögen oder Eigenkapital) von unter 10 % des BIP. 1991 lag das staatliche Reinvermögen noch bei 52 % des BIP. Inzwischen ist das Reinvermögen des Staates wieder gestiegen von 275 Mrd. Euro 2011 auf 895 Mrd. Euro 2018.
Während sich das private Gesamtvermögen in Deutschland von 1992 bis 2012 mehr als verdoppelte (von 4,6 auf 10 Billionen Euro), ist das Staatsvermögen im gleichen Zeitraum um 800 Milliarden Euro gesunken.

## Rechtliche Grenzen der Staatsverschuldung
Kreditaufnahmen zu Lasten des Staates bedurften im Alten Reich in den Territorien mit Landständen deren Zustimmung. Im 19. Jahrhundert ging dieses Recht auf die Parlamente über, die im Rahmen ihres Budgetrechts die Höhe der Schuldenaufnahme bestimmten. Die massive Ausweitung der Staatsverschuldung durch Kriegsanleihen im Ersten Weltkrieg führten zu den ersten verfassungsrechtlichen Begrenzungen der Staatsverschuldung in Deutschland. Die Weimarer Verfassung regelte in Art. 87 „Im Wege des Kredits dürfen Geldmittel nur bei außerordentlichem Bedarf und in der Regel nur für Ausgaben zu werbenden Zwecken beschafft werden.“ Wirksam wurde diese Regelung nicht: Die Kreditaufnahme des Staates wurde in extremer Weise ausgeweitet und führte zur Hyperinflation (siehe Deutsche Inflation 1914 bis 1923). Das Grundgesetz für die Bundesrepublik Deutschland übernahm diese Regelung in Art. 115 GG (1949). 1969 wurde diese Regelung völlig neu geregelt. Nun regelte Art. 115 dass die neu aufgenommenen Kredite die Ausgaben für Investitionen nicht überschreiten dürfen. Ausnahme: Zur Abwehr einer „Störung des gesamtwirtschaftlichen Gleichgewichts“ war auch eine höhere Verschuldung zulässig. Daneben wurden Sondervermögen als Schattenhaushalte eingeführt. 2009 wurde Art. 115 erneut neu gefasst und damit die Schuldenbremse eingeführt.
Außerdem sollten vor der Einführung des Euro gemäß den im Maastricht-Vertrag festgelegten EU-Konvergenzkriterien und seit seiner Einführung gemäß Art. 126 des AEU-Vertrags u. a. die folgenden Kriterien erfüllt sein:
- Das Haushaltsdefizit darf maximal 3 % des BIP betragen.
- Die Gesamtverschuldung darf 60 % des BIP nicht überschreiten. Hierbei werden die Schulden des Bundes, der Länder und der Gebietskörperschaften zusammengezählt. Dabei zählen als Schulden z. B. nicht Schulden aus Lieferungen und Leistungen.

Diese als Maastricht-Kriterien bezeichneten Grenzen sind politisch gesetzt worden und wurden seitens Deutschlands und auch anderer Länder seit 2002 mehrfach überschritten. Deutschland hat beim Staatsdefizit 2006 erstmals seit fünf Jahren wieder die Vorgaben des Euro-Stabilitätspaktes erfüllt. Der Wirtschaftsaufschwung und höhere Einnahmen ließen das deutsche Haushaltsloch auf 1,7 % des Bruttoinlandsprodukts schrumpfen nach 3,2 % im Jahr 2005. Die 60-%-Grenze stellte den zum Zeitpunkt der Maastricht-Verhandlungen (1991) durchschnittlichen Verschuldungsgrad der damaligen Beitrittskandidaten dar. Man unterstellte dabei ein durchschnittliches nominales Wachstum der Sozialprodukte von etwa 5 %, das heißt 3 % reales Wachstum und 2 % Inflation. Danach dürfte die Nettokreditaufnahme nur bei 60 % der Sozialproduktzunahme (also 3 %) liegen, wenn der Schuldenstand gleich bleiben sollte.
2009 beschlossen Bundestag und Bundesrat die Einführung einer Schuldenbremse, die ab 2016 dem Bund höhere strukturelle Defizite als 0,35 % des nominalen Bruttoinlandsproduktes und ab 2020 den Ländern außer in besonders schweren Rezessionen oder Katastrophen die Aufnahme neuer Schulden verbietet.

## Öffentliche Schulden im Vergleich mit privatem Vermögen
Den öffentlichen Schulden steht in Deutschland ein weitaus größeres privates Nettovermögen gegenüber, so dass die Staatsverschuldung aus makroökonomischer Sicht durchaus entspannt ist, allerdings besitzen die reichsten zehn Prozent der Bevölkerung fast zwei Drittel dieses Vermögens. Die deutsche Volkswirtschaft hat ein per Saldo positives Auslandsvermögen.
Nach Berechnungen des DIW bestand das private Nettovermögen im engeren Sinne 2009 aus 7370 Milliarden Euro, was 307 % des BIP entspricht. Zusammen mit dem übrigen Nettovermögen beträgt das gesamte Nettovermögen der privaten Haushalte 9700 Milliarden Euro, 405 % des BIP. Laut dem Volkswirt Stefan Bach nahm sich „demgegenüber … die Staatsschuldenquote (2009) in Höhe von 73 % des BIP (1760 Milliarden Euro) noch recht moderat aus. […] Insgesamt stellt sich die intergenerative Belastungswirkung des öffentlichen Gesamthaushalts in Deutschland aus makroökonomischer Sicht durchaus entspannt dar. […] Allerdings sind die Betroffenheit von künftigen Steuererhöhungen oder Kürzungen von Staatsleistungen einerseits und der Nettovermögensbesitz andererseits deutlich unterschiedlich verteilt. Das private Nettovermögen im engeren Sinne ist sehr stark konzentriert […] die reichsten zehn Prozent besitzen über 60 % des Vermögens“ (2007). Das Vermögen der reichsten zehn Prozent ist demnach mehr als dreimal größer als die gesamte Staatsverschuldung.

## Sonderkonto zur Tilgung
Die Bundeskasse Halle (Saale) unterhält seit 2006 bei der Bundesbank Leipzig ein Sonderkonto (IBAN DE17 8600 0000 0086 0010 30), auf das Bürger ohne die Möglichkeit der steuerlichen Absetzbarkeit Geld unter dem Betreff „Schuldentilgung“ überweisen können. Von 2006 bis Ende November 2022 wurden 1,38 Mio. € eingezahlt, davon alleine im Mai 2018 durch 16 Einzahlungen die Summe von 600.218,39 €. Als Ursache der insgesamt verhältnismäßig geringen Einzahlungen machten einzelne Politiker eine „stiefmütterliche Behandlung“ des Kontos durch das Finanzministerium aus. Dieses solle mehr auf das Konto aufmerksam machen, beispielsweise mit einem Hinweis auf der Internetseite des Ministeriums. Außerdem sei ein Dankesschreiben des Ministeriums an die Einzahler geboten. In einer Antwort des Finanzministeriums hieß es, dass das Konto „auf vielfachen Wunsch von engagierten Bürgerinnen und Bürgern“ eingerichtet worden sei. Der Staat solle aber nicht durch aktives Werben um Spenden beispielsweise wohltätigen Organisationen Konkurrenz machen. Dankesschreiben seien aufgrund der entstehenden Verwaltungskosten nicht sinnvoll.